# Сівагін Олександр Валентинович
Олександр Валентинович Сівагін (нар. 21 січня 1971) — український футболіст, півзахисник. У Вищій лізі України зіграв 1 матч за криворізький «Кривбас».

## Життєпис
Футбольну кар'єру розпочав 1991 року під час військової служби, в сєвєроморському СКФ, який виступав у чемпіонаті РРФСР. У сезоні 1992/93 років виступав за «Колос» (Осокорівка) в аматорському чемпіонаті України. У 1993 році перебрався в «Кривбас». У футболці криворізького клубу дебютував 14 серпня 1993 року в переможному (3:0) домашньому поєдинку 2-о туру Вищої ліги проти вінницької «Ниви». Олександр вийшов на поле на 82-й хвилині, замінивши Віктора Громова. Цей матч виявився єдиним у складі «Кривбасу». У сезоні 1994/95 років зіграв 7 матчів у Другої ліги та 2 поєдинки в кубку України за «Сіріус» (Кривий Ріг). Першу половину сезону 1995/96 років грав за іншу криворізьку команду, «Спортінвест», а другу частину — в аматорському чемпіонаті України за «Колос» (Осокорівка).
Під час зимової перерви сезону 1996/97 року підсилив «Ниву». Дебютував у футболці бершадського клубу 16 березня 1997 року в переможному (3:0) домашньому поєдинку 16-о туру групи А Другої ліги проти мукачевських «Карпат». Сівагін вийшов на поле в стартовому складі, а на 73-й хвилині його замінив Сергій Волосов. Дебютним голом за «Ниву» відзначився 13 квітня 1997 року на 14-й хвилині нічийного (1:1) домашнього поєдинку 20-о туру групи А Другої ліги проти бородянської «Системи-Борекс». Сівагін вийшов на поле в стартовому складі та відіграв увесь матч. У складі бершадського клубу в Другій лізі зіграв 28 матчів, в яких відзначився 1 голом.
У 1999 році перебрався в «Родину», яка виступала в чемпіонаті Дніпропетровської області. Наступного року виступав разом з криворіжцями в аматорському чемпіонаті України. По закінченні сезону завершив кар'єру гравця.